# Vele negre (serial)
Vele negre (titlul original în engleză Black Sails) este un serial american dramatic și de aventuri. Este un prequel al romanului Insula comorii de Robert Louis Stevenson. Serialul a fost creat de Jonathan E. Steinberg și Robert Levine pentru canalul Starz. A debutat gratis online pe YouTube și alte canale în data de 18 ianuarie 2014. Debutul la televizor a avut loc o săptămână mai târziu, pe 25 ianuarie 2014. Steinberg este producătorul executiv, împreună cu Michael Bay, Bradley Fuller și Andrew Form, în timp ce Michael Angeli, Doris Egan și Levine sunt co-producători executivi.
Pe 26 iulie 2013, Starz a reînnoit serialul pentru încă 10 episoade, primul episod din acest nou sezon având premiera pe 24 ianuarie 2015. Această reînnoire timpurie, cu șase luni înainte de premiera primului episod, a avut la bază reacțiile pozitive ale fanilor de la San Diego Comic-Con. Serialul a fost reînnoit pentru al treilea și al patrulea sezon pe 12 octombrie 2014, și, respectiv, 31 iulie 2015, înainte ca sezoanele anterioare să aibă premiera. Pe 20 iulie 2016, Starz a anunțat că sezonul al patrulea al serialului va și ultimul; a avut premiera pe 29 ianuarie 2017 și s-a încheiat pe 2 aprilie 2017.

## Intrigă
Acțiunea se petrece cu aproape două decenii înainte de întâmplările din Insula comorii, în timpul Epocii de aur a pirateriei. Temutul căpitan Flint adună un echipaj tânăr care luptă pentru supraviețuirea insulei New Providence. Conform primului episod, "În 1715, Indiile Occidentale, pirații de pe insul New Providence amenință comerțul maritim din regiune. Legile fiecărei națiuni civilizate îi declară hostis humani generis; inamicii omenirii. În semn de răspuns, pirații adoptă o doctrină proprie....război împotriva lumii." Pirați din viața reală care sunt ficționalizați și care apar în serial sunt Anne Bonny, Benjamin Hornigold, Jack Rackham, Charles Vane, Ned Low și Blackbeard / "Barbă neagră".
Intriga primului sezon se concentrează pe vânarea galionului spaniol Urca de Lima. La începutul sezonului al doilea, vasul a naufragiat pe o insulă, iar comoara acestuia este păzită de soldații spanioli, dar concluzia acestui sezon este că această comoară a fost luată de căpitanul Jack Rackham și echipajul său, și adusă pe insula New Providence. Pe parcursul sezonului al doilea, este relatată povestea lui Flint, fost ofițer naval și gentilom londonez, care a ales calea pirateriei. Al treilea și al patrulea sezon se concentrează pe războiul pentru controlul insulei New Providence dintre pirați și Imperiul Britanic, reprezentat de Căpitanul Woodes Rogers.
| Sezonul | Sezonul | Episoade | Difuzare originală | Difuzare originală |
| Sezonul | Sezonul | Episoade | Primul episod      | Ultimul episod     |
| ------- | ------- | -------- | ------------------ | ------------------ |
|         | 1       | 8        | 25 ianuarie 2014   | 15 martie 2014     |
|         | 2       | 10       | 24 ianuarie 2015   | 28 martie 2015     |
|         | 3       | 10       | 23 ianuarie 2016   | 26 martie 2016     |
|         | 4       | 10       | 29 ianuarie 2017   | 2 aprilie 2017     |

## Distribuție
- Toby Stephens..........James McGraw/Flint[9]
- Hannah New..........Eleanor Guthrie[9]
- Luke Arnold.........."Long" John Silver[9]
- Jessica Parker Kennedy..........Max[9]
- Tom Hopper..........William "Billy Bones" Manderly[9]
- Zach McGowan..........Charles Vane (sezoanele 1–3)[9]
- Toby Schmitz..........Jack Rackham[9]
- Clara Paget..........Anne Bonny[9]
- Mark Ryan..........Hal Gates (sezonul 1)[9]
- Hakeem Kae-Kazim..........Dl. Scott (sezoanele 1–3)[9]
- Sean Cameron Michael..........Richard Guthrie (sezoanele 1–2)[9]
- Louise Barnes..........Miranda Hamilton/Barlow (sezoanele 1–3)[9]
- Rupert Penry-Jones..........Thomas Hamilton (sezoanele 1–2)[10]
- Luke Roberts..........Woodes Rogers (sezoanele 3–4)[11]
- Ray Stevenson..........Edward Teach (sezoanele 3–4)[11][12]
- David Wilmot..........Israel Hands (sezonul 4)[13]
- Harriet Walter..........Marion Guthrie (sezonul 4)[14]

## Producție
Serialul este filmat la Cape Town Film Studios din Cape Town, Africa de Sud, cu ajutorul companiei de film locale Film Afrika.
Secvența de început a fost realizată de Imaginary Forces și de regizorii Michelle Dougherty și Karin Fong. Intro-ul, care conține cântece marinărești specifice acelei perioade, a fost compus de Bear McCreary, compozitor care a lucrat și la The Walking Dead, dar și la Battlestar Galactica, acesta conținând chiar și flașneta din acea perioadă.
Pentru cantitatea de detalii adăugate navelor, a fost nevoie de peste 300 de muncitori pentru a construi doar un vas.

## Recepție
Primul sezon a primit recenzii mixte spre pozitive din partea criticilor. Pe site-ul Rotten Tomatoes, sezonul are un rating de 64%, care se bazează pe 44 de recenzii, cu un rating mediu de 6/10. Comentariul website-ului este: "Vele negre atrage spectatorii, dar personajele nu sunt destul de "puternice" pentru a nu îndrepta serialul într-o "mlaștină fără obiectiv". Pe site-ul Metacritic, sezonul are un scor de 58 din 100 și este bazat pe 27 de recenzii, indicând "recenzii mixte spre mediocre".
Tim Goodman de la The Hollywood Reporter a spus: "Această poveste ambițioasă cu pirați trece peste serialele TV obișnuite în care se arată sâni, sânge și sex. Vele negre iese din acel domeniu după câteva episoade și încearcă la mai mult." Robert Lloyd de la The Los Angeles Times a spus: "Vele negre este o comoară a piraților. Serialul celor de la Starz ilustrează perfect viața zilnică a acestora." Jeff Jensen de la Entertainment Weekly a spus: "Vele negre este o plăcere vinovată.". Tom Long de la Detroit Times a comentat: "Alianțele sunt făcute și rupte, puterea cade în mâinile unuia și altuia, sângele este vărsat, iar prostituatele se prostituează. Este ciudat de atractiv, iar distribuția--actori britanici, australieni și canadieni, în mare parte--este la fel de bună ca cea unui serial TV."
În schimb, Brian Lowry de la Variety a spus: "Vele negre nu prea iese în evidență, dezoltându-se într-o căutare obosită de comoară, cu o distribuție indiferentă și personaje praf. Cu toate că Michael Bay se află printre producători, această casă de produceri sud-africană poate ispiti telespectatorii cu mările albastre și cu câteva aspecte frumoase, dar serialul este la fel de gol ca și navele sale." Todd VanDerWerff de la The A.V. Club a spus: "Vele negre este o iluzie frumoasă câteodată, dar nu trece niciodată de acest punct."
Sezonul doi are în prezent un rating de 100% pe website-ul Rotten Tomatoes, și este bazat pe 5 recenzii, cu un rating mediu de 8,6/10. IGN i-a acordat serialului o notă de 8.8/10, spunând că are: "acțiune mișto... amestecată cu o poveste incredibilă". Neil Genzlinger de la The New York Times a spus: "Starz cunoaște formula pentru aceste drame de acțiune de la experiențele cu serialele 'Spartacus' și 'Camelot.' Și acea formulă este aplicată perfect și pentru 'Vele negre,' mulțumită actorilor, dar și lăcomiilor care sunt specifice pe Wall Street în ziua de azi."

### Premii
| An   | Premiu                                       | Categorie                                                                              | Beneficiar | Rezultat     | Ref    |
| ---- | -------------------------------------------- | -------------------------------------------------------------------------------------- | --- | ------------ | ------ |
| 2014 | Ediția 66 a Premiilor Emmy                   | Cel mai bun design de intro                                                            | Karen Fong, Michelle Dougherty, Alan Williams, Kris Kuksi, Brian Butcher                                                                                                   | Nominalizare | [ 30 ] |
| 2014 | Ediția 66 a Premiilor Emmy                   | Cea mai bună muzică de intro                                                           | Bear McCreary | Nominalizare | [ 30 ] |
| 2014 | Ediția 66 a Premiilor Emmy                   | Cel mai bun montaj de sunet într-un serial                                             | Benjamin L. Cook, Iain Eyre, Susan Cahill, Jeffrey A. Pitts, Tim Tuchrello, Brett Voss, Michael Baber, Jeffrey Wilhoit, James Moriana pentru episodul "I."                 | Câștigat     | [ 30 ] |
| 2014 | Ediția 66 a Premiilor Emmy                   | Cele mai bune efecte vizuale speciale                                                  | Benjamin L. Cook, Iain Eyre, Susan Cahill, Jeffrey A. Pitts, Tim Tuchrello, Brett Voss, Michael Baber, Jeffrey Wilhoit, James Moriana pentru episodul "I."                 | Câștigat     | [ 30 ] |
| 2015 | Ediția 67 a Premiilor Emmy                   | Cel mai bun montaj de sunet într-un serial                                             | Benjamin L. Cook, Stefan Henrix, Susan Cahill, Jeffrey A. Pitts, Brett Voss, Michael Baber, Jeffrey Wilhoit, Dylan Tuomy-Wilhoit pentru episodul "XVIII."                  | Nominalizare | [ 31 ] |
| 2015 | Ediția 67 a Premiilor Emmy                   | Cele mai bune efecte vizuale speciale                                                  | Erik Henry, Kevin Rafferty, Paul Stephenson, Annemarie Griggs, Mitch Claspy, Ken Mitchel Jones, Lari Karam, Whitman Lindstrom, Charles Baden pentru episodul "XVIII."      | Nominalizare | [ 31 ] |
| 2015 | Ediția 13 a Premiilor Visual Effects Society | Cele mai bune efecte vizuale speciale într-un material video/fotoreal                  | Erik Henry, Annemarie Griggs, Paul Graff, George Murphy pentru episodul "I."                                                                                               | Nominalizare | [ 32 ] |
| 2016 | Ediția 14 a Premiilor Visual Effects Society | Cele mai bune efecte vizuale speciale într-un episod fotoreal                          | Erik Henry, Annemarie Griggs, Kevin Rafferty, Aladino Debert, Paul Stephenson pentru episodul "XVIII"                                                                      | Nominalizare | [ 33 ] |
| 2016 | Ediția 14 a Premiilor Visual Effects Society | Cel mai bun mediu înconjurător creat într-un episod, reclamă, sau proiect în timp real | Aladino Debert, Matt Dougan, Greg Teegarden, Ken Jones for Charles Town Harbor                                                                                             | Nominalizare | [ 33 ] |
| 2016 | Ediția 68 a Premiilor Emmy                   | Cel mai bun montaj de sunet într-un serial                                             | Benjamin L. Cook, Susan Cahill, Stefan Henrix, Jeffrey A. Pitts, Tim Tuchrello, Brett Voss, Michael Baber, Jeffrey Wilhoit, Dylan Tuomy-Wilhoit pentru episodul "XX."      | Câștigat     | [ 34 ] |
| 2016 | Ediția 68 a Premiilor Emmy                   | Cele mai bune efecte vizuale speciale                                                  | Erik Henry, Terron Pratt, Ashley J. Ward, Jeremy Hattingh, Paul Stephenson, Aladino Debert, Greg Teegarden, Olaf Wendt, Yafei Wu pentru episodul "XX."                     | Nominalizare | [ 34 ] |
| 2017 | Ediția 15 a Premiilor Visual Effects Society | Cele mai bune efecte vizuale speciale într-un material video/fotoreal                  | Erik Henry, Terron Pratt, Aladino Debert, Yafei Wu, Paul Stephenson pentru episodul "XX."                                                                                  | Câștigat     | [ 35 ] |
| 2017 | Ediția 15 a Premiilor Visual Effects Society | Cel mai bun mediu înconjurător creat într-un episod, reclamă, sau proiect în timp real | Thomas Montminy-Brodeur, Deak Ferrand, Pierre Rousseau, Mathieu Lapierre pentru episodul "XXVIII." (Maroon Island)                                                         | Nominalizare | [ 35 ] |
| 2017 | Ediția 15 a Premiilor Visual Effects Society | Cea mai bună compoziție dintr-un episod fotoreal                                       | Michael Melchiorre, Kevin Bouchez, Heather Hoyland, John Brennick pentru episodul "XX." (Sailling Ships)                                                                   | Nominalizare | [ 35 ] |
| 2017 | Ediția 69 a Premiilor Emmy                   | Cel mai bun montaj de sunet într-un serial                                             | Benjamin Cook, Stefan Henrix, Mike Szakmeister, Shaughnessy Hare, Tim Tuchrello, Brett Voss, Michael Baber, Jeffrey Wilhoit, Dylan Tuomy-Wilhoit pentru episodul "XXXVII." | Nominalizare | [ 36 ] |
| 2017 | Ediția 69 a Premiilor Emmy                   | Cele mai bune efecte vizuale speciale                                                  | Erik Henry, Terron Pratt, Ashley J. Ward, Kevin Rafferty, Paul Dimmer, Yafei Wu, Martin Lipmann, Nicklas Andersson, David Wahlberg pentru episodul "XXIX."                 | Nominalizare | [ 36 ] |